# Daimler Reitwagen
Daimler Petroleum Reitwagen (з нім. «гасовий візок для верхової їзди Даймлера») або Einspur («одноколійний») — мотоцикл, який 1885 року створили німецькі конструктори Готтліб Даймлер і Вільгельм Майбах. Загальновизнаний першим мотоциклом у світі,, а самого Даймлера, завдяки цьому винаходу, часто називають «батьком мотоциклів». До створення цієї моделі вже існували велосипеди, які приводяться в рух силовим агрегатом, наприклад, «Michaux-Perreaux» і «Roper», створені протягом 1867—1869 років, проте «Daimler Reitwagen» став першим мотоциклом, оснащеним двигуном внутрішнього згоряння, що працює на нафтопродуктах, який згодом став основною для багатьох транспортних засобів, створених для пересування як на суші, так і на воді і в повітряному просторі.
«Перший мотоцикл виглядає як знаряддя тортур», — так описує письменник і публіцист Мелісса Голбрук Пірсон перший і останній мотоцикл Готліба Даймлера, створений на шляху до справжньої мети конструктора — створення чотириколісного автомобіля.

## Історія створення

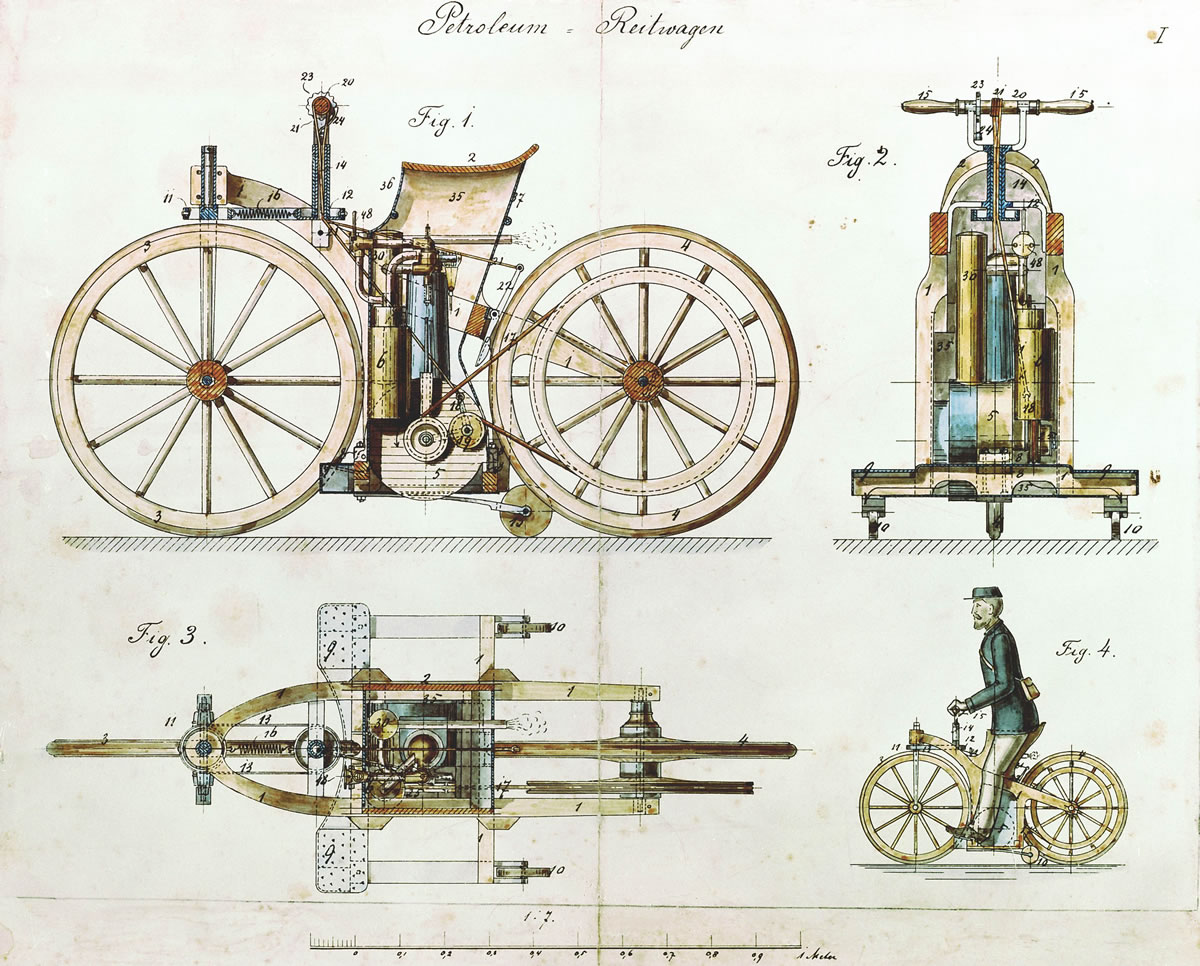
Замальовка 1884 року, що демонструє пристрій натягувача ременя поворотної рукоятки, привода важеля керування та пасового привода

1861 року Готтліб Даймлер відвідав Париж, де вивчав перший двигун внутрішнього згоряння, який розробив Етьєн Ленуар. Набутий досвід пізніше став у нагоді, коли він приєднався до компанії Ніколауса Августа Отто.
1872 року Готтліб став технічним директором підприємства N. A. Otto & Cie (нині відомого як Deutz AG) — впливового виробника двигунів внутрішнього згоряння, який ще 1864 року представив комерційно успішний двигун, що працює на газовому паливі. Майбах також пішов за ним, ставши головою конструкторського відділу. У той же час у зв'язку з розширенням виробництва компанія змінила назву на Gasmotoren Fabrik Deutz AG. 1876 року після низки експериментів підприємству вдалося випустити силовий агрегат, що працює завдяки горінню стиснутих газоподібних нафтопродуктів. Багато в чому це стало можливим завдяки спільній роботі Готтліба та Майбаха.
Через розбіжності, що виникли на ґрунті суперечки про розміри і характеристики двигунів, Готтліб Даймлер покинув компанію разом із Вільгельмом і перебрався в місто Канштатт, де вони викупили будинок і побудували власну майстерню. Силові агрегати Отто не були здатні розвивати більш ніж 150—200 обертів за хвилину. З огляду на це, метою Даймлера стало конструювання двигуна таких розмірів, які дозволять використовувати його для широкого спектру транспортних засобів, при цьому найменша частота обертання повинна становити або перевищувати 600 об/хв. 1883 року результатом спільних зусиль конструкторів став двигун із горизонтальним розташуванням єдиного циліндра, який працював на нафтопродуктах. Найважливішим нововведенням винаходу стало займання горючої суміші у двигуні при зіткненні з жаровою трубкою, що забезпечувало надійне запалювання і уможливило бажане збільшення числа обертів двигуна. Вже через рік інженери розробили двигун із вертикальним розташуванням циліндрів, відомий під прізвиськом «підлоговий годинник» через схожість із маятниковим годинником. Силовий агрегат був значно меншим і мав поплавковий карбюратор Майбаха. Під час роботи він був здатний досягати 700 об/хв.
Досягнувши мети, в листопаді 1885 року Даймлер і Майбах установили меншу версію силового агрегату на дерев'яний велосипед, названий «Petroleum Reitwagen», створивши тим самим перший у світі мотоцикл із поршневим двигуном внутрішнього згоряння, що працює на продуктах нафтопереробки (патент DRP № 36-423 — «автомобіль із газовим або нафтовим двигуном»), що стало революційною подією в техніці. Мотоцикл (у ті часи його називали моторний велосипед) мав з обох боків два невеликі колеса для стійкості. Двигун, що обертався з постійною частотою, розвивав потужність 0,5 к. с. Двоступінна пасова передача давала змогу рухатися зі швидкістю до 11 км/год.
17-річний син Даймлера Пауль став першим випробувачем мотоцикла. 18 листопада 1885 року він проїхав ним від Канштатта в бік Унтертюркгайма (Німеччина) . Згадують, що під час поїздки сидіння транспортного засобу неодноразово перегрівалося і займалося внаслідок роботи системи запалення, розташованої безпосередньо під ним. Згодом Вільгельм Майбах особисто випробував мотоцикл. Саме цей винахід зміцнив становище майстерні Даймлера і Майбаха і став міцною основою для майбутніх розробок. Тим не менш, після створення моделі Daimler Reitwagen компанія Даймлера більше ніколи не поверталася до конструювання мотоциклів, зосередившись на виробництві силових агрегатів, а згодом і автомобілів.

## Конструкція

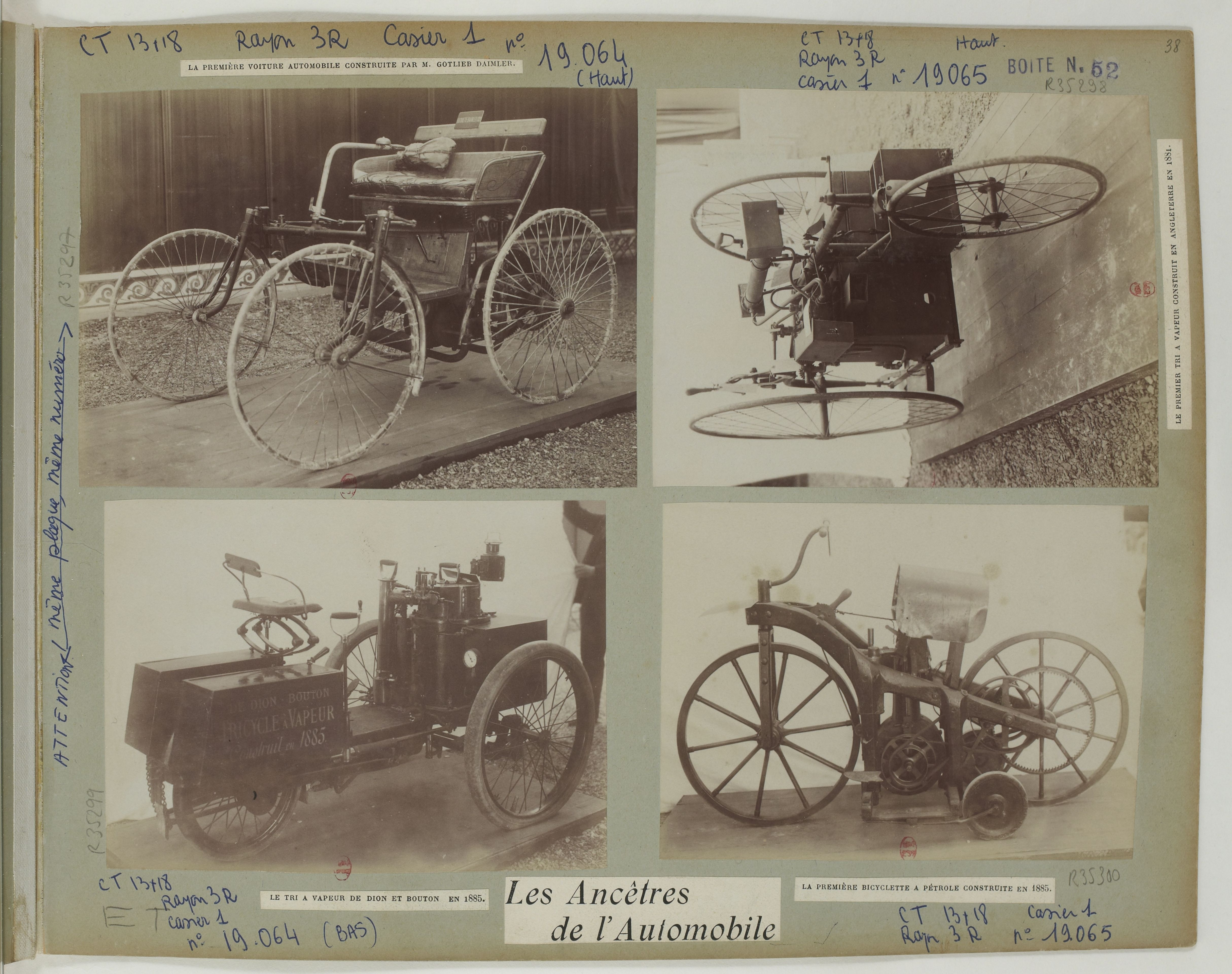
Фото з колекції Жуля Бо: перші автомобілі та мотоцикл, 1899 рік

Мотоцикл Даймлера являє собою транспортний засіб з дерев'яним шасі на двох великих колесах каретного типу (зі спицями та металевими ободами) та двома невеликими колесами з боків для стійкості. Конструкція включала просторову раму та кермову колонку з прямим кермом, запозиченим у велосипеда, що робить цю модель схожою на сучасні мотоцикли. Як сидіння використано сідло для верхової їзди. Початковий проєкт 1884 року використовував ремінний привід і поворотну ручку на кермі, яка застосовувала гальмівну систему при повороті в один бік і натягувала приводний пас, скеровуючи зусилля до коліс, при повороті в інший бік. Подібне рішення використано у велосипеді Ропера кінця 1860-х років. Тим не менш, на робочій моделі використано просте кермо без поворотної ручки та зубчастого зчеплення. Концепцію запатентовано 29 серпня 1885 року.
Робочий об'єм чотиритактного силового агрегату з двома маховиками (по одному на колінчастий вал) та повітряною системою охолодження становить 264 см3. Двигун з одним циліндром, розташований під сидінням, зв'язується із заднім колесом мотоцикла за допомогою пасової передачі. Перемикання передач, яких у першій версії транспортного засобу було 1, а у другій (модернізація зими 1885—1886 років) — 2, здійснюється відповідним важелем, для чого мотоцикл оснащено двома парами шківів. Залежно від вибраної передачі, мотоцикл розвивав швидкість від 6 до 11 км/год.

Маса винаходу становила 90 кг: кермо, важіль перемикання передач і шестерні було виготовлено з металу, тоді як рама, колеса та багато інших елементів конструкції були дерев'яними.

## Копії

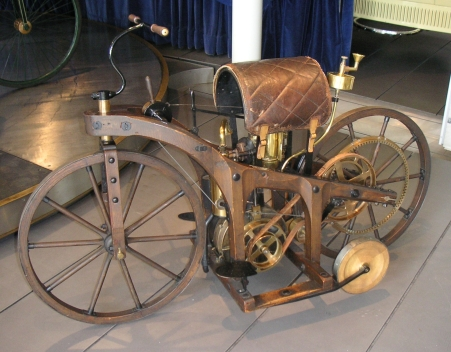
Репліка оригінальної моделі

Оригінальна модель Daimler Reitwagen була знищена під час пожежі в Канштатті, яка зруйнувала заводи Daimler-Motoren-Gesellschaft 1903 року. Однак до 100-річчя першого запатентованого мотоцикла, 1985 року, виготовлено десять його ходових копій. Репліки мотоцикла можна знайти в музеї Мерседес-Бенц у Штутгарті, німецькому музеї в Мюнхені, музеї команди Honda («Honda Collection Hall») на об'єкті Твін Рінг Мотегі в Японії, залі слави мотоциклів Огайо, а також у Мельбурні (Австралія).

Копії оригінальної моделі різняться залежно від модифікації, яка стала основою. Так, наприклад, репліка в залі слави мотоциклів більша за габаритами, ніж оригінал і використовує складну систему натягувача паса і кермового приводу згідно з замальовками 1884 року, тоді як точну копію з Німецького музею оснащено простим важелем керування, а також кільцевою шестірнею на задньому колесі.